# Návrat na Brideshead (film)
Návrat na Brideshead (v anglickém originále Brideshead Revisited) je britské filmové drama z roku 2008. Natočil je režisér Julian Jarrold podle stejnojmenné románové předlohy z pera Evelyna Waugha. Film je druhou adaptací románu, po jedenáctidílném seriálu z roku 1981 s Jeremy Ironsem v hlavní roli. Scénář filmu napsali Andrew Davies a Jeremy Brock.

## Obsazení

### Hlavní role
| Matthew Goode    | Charles Ryder                   |
| Ben Whishaw      | Lord Sebastian Flyte            |
| Hayley Atwellová | Lady Julia Flyte                |
| Emma Thompsonová | Teresa Flyte, Lady Marchmainová |
| Michael Gambon   | Alexander Flyte, Lord Marchmain |

### Další postavy
| Greta Scacchi    | Cara                                        |
| Jonathan Cake    | Rex Mottram                                 |
| Patrick Malahide | Pan Ryder, Charlesův otec                   |
| Ed Stoppard      | Lord Bridey Flyte, bratr Sebastiana a Julie |
| Felicity Jones   | Lady Cordelia Flyte                         |
| Joseph Beattie   | Anthony Blanche                             |
| Anna Madeley     | Celia Mulcasterová-Ryderová                 |
| James Bradshaw   | Pan Samgrass                                |

## Děj
Příběh o zakázané lásce, sociálních vztazích různých společenských vrstev, střetávání katolické víry a ateismu začíná v Oxfordu roku 1925. Charles Ryder je mládenec ze střední třídy, který sem přišel studovat historii, ale zajímá se hlavně o umění a malování. O něj se však začne zajímat šarmantní a provokativní Sebastian Flyte, který pochází z aristokratické rodiny Marchmainových. Charles nadšeně uvítá Sebastianovo pozvání do jeho světa privilegovaných radostí i do výstavního rodinného sídla Brideshead. Seznámí se s jeho sestrou Julii a společně tráví radostné léto v Brideshead, až do příjezdu lady Marchmainové. Té se velmi příčí synův nevázaný život, je pro ni černou ovcí rodiny (jejími členy jsou také starší bratr Bridey a mladší sestra Cordelia).
Sebastian odmítá matčinu bigotní katolickou výchovu. Spolu s Charlesem a Julií se vydá do Benátek navštívit otce, který lady Machmainovou opustil a žije tam se svou milenkou Carou. V Benátkách trojice opět pocítí uvolnění. Jednou se však Sebastian stane svědkem náhlého sblížení Charlese s Julií, jeho city k Charlesovi jsou raněny a radostné období končí. Film ve své půli přechází z romantické do dramatičtější, potemnělé polohy. Po návratu do Oxfordu se Charles marně snaží urovnat narušené přátelství se Sebastianem, který své deprese utápí v alkoholu. Lady Machmainová odmítá připustit vztah své dcery s Charlesem coby neurozeným ateistou a oznámí Juliino zasnoubení s Rexem Mottramem. Charles je vykázán z Brideshead.
Děj pokračuje o čtyři roky později, kdy se Charles seznámí s Celií, svou budoucí ženou. Lady Machmainová ho požádá, aby přivedl Sebastiana z Maroka, kam utekl. Charles se tam vydá a najde jej nemocného, neschopného cesty a odmítajícího návrat. Lady Machmainová tak umírá, aniž by ještě znovu Sebastiana spatřila.
Po dalších letech už je Charles žádaným malířem, chystá výstavu svých obrazů a znovu se setká s Julií. Dají volnost dosud omezovaným vzájemným citům, Charles opustí Celii a s Julií se vrátí do Brideshead. Rex je ochoten se Julie vzdát výměnou za jiné hodnoty. Její odjezd s Charlesem je však odvrácen náhlým příjezdem těžce nemocného lorda Machmaina, který se vrátil do rodinného sídla zemřít. Na smrtelné posteli se smíří s katolicismem. Stejně tak i Julie ustoupí rodinné tradici a matčině zakořeněné výchově, zůstane na Brideshead a Charles odchází sám.
Příběh končí v roce 1944, kdy se Charles Ryder ještě jednou vrací na Brideshead oživit své vzpomínky. Tentokrát je zde s vojenskou posádkou, která se chystá k vylodění v Normandii.